# I’m Not the One
I’m Not the One — двадцать первый в общем и второй с альбома Greatest Hits сингл американской рок-группы The Cars, вышедший 13 января 1986 года на лейбле Elektra Records. Впервые песня была выпущена на альбоме 1981 года Shake It Up, синглом была выпущена версия ремикса. В ней Рик Окасек исполняет ведущий вокал, Бенджамин Орр поёт фразу "You Know Why" (с англ. — «Ты Знаешь Почему»), а вся группа повторяет "going round and round" (с англ. — «ходишь по кругу») в качестве бэк-вокала на протяжении всей песни.

## О песне
"I’m Not the One" впервые появилась в 1981 году на Shake It Up. В то время это не был сингл, попавший в чарты, но, тем не менее, он был включён в альбом группы Greatest Hits 1985 года. Песня была ремикширована на альбоме Greatest Hits, подчеркнув барабанную дорожку с добавлением реверберации. Затем она была выпущена как сингл в 1986 году, после песни "Tonight She Comes", также с альбома Greatest Hits. "I’m Not the One" дебютировала в чарте Billboard Top 40 8 марта 1986 года и достигла 32-го места.
Рецензент AllMusic Дональд А. Гуариско описал "I’m Not the One" как одну из "самых сильных и запоминающихся мелодий Shake It Up", отметив, что её звучание всё ещё звучало свежо после переиздания в 1986 году, спустя пять лет после её первого появления на Shake It Up. Cashbox назвал её "непринужденной мелодией, [которая] может получить новую жизнь от своего переиздания в качестве сингла".
Песня звучит в сцене из комедийного фильма 1995 года "Билли Мэдисон", где главный герой (Адам Сэндлер) читает открытки на День святого Валентина в третьем классе.
Песня была сэмплирована для песни 2001 года "Thank You" рэпера Lil' Bow Wow.
В 2005 году на лейбле Not Lame Recordings был выпущен альбом Substitution Mass Confusion: A Tribute to The Cars, который включал кавер-версию песни "I’m Not the One" группы Gigolo Aunts.

## Композиция
Вступление и припевы песни написаны в тональности си минор. Во вступлении представлены две партии синтезатора, наложенные друг на друга, одна из которых заимствована из вокальной мелодии Рика Окасека, а другая — вспомогательная контр-мелодия в более мягком тоне. Вступление /припев начинается с последовательности аккордов си минор, фа минор, ми минор и ля мажор, но сразу же следует разворот, от фа минор до си минор, сохраняя ми минор до мажорной части. После очередного "обратного" повтора ми минора к ля функционирует как поворот ii-V-I в параллельном мажоре тональности ре.
В официальном нотном листе последовательность аккордов указана как ре, к ре/до, до ре/си (энгармоничный до малого минорного аккорда от си), до ре/си♭ (энгармоничный до дополненный мажорный седьмой аккорд от си♭), и существует видео, на котором Окасек исполняет песню, соло на акустической гитаре, в соответствии с этой прогрессией. Однако другие транскрипционисты описывают последовательность аккордов как от ре до ре/до, до соль/си или до соль минор/си♭. В любом случае, последний аккорд куплета — это соль минорный шестой аккорд, переходящий в припев в си миноре. Каждый куплет начинается с гитарной мелодии Эллиота Истона, который накладывает несколько чистых гитарных партий поверх аранжировки, в которой доминирует синтезатор. Существует также соло Грега Хоукса на синтезаторе, похожее на рожок, которое исполняется поверх последовательности припева.

## Список композиций
Слова и музыка всех песен — , а также вокал Рик Окасек.
| №  | Название                                              | Длительность |
| -- | ----------------------------------------------------- | ------------ |
| 1. | «I’m Not the One» (с англ. — «Я Не Тот Единственный») | 4:07         |

| №  | Название                                         | Длительность |
| -- | ------------------------------------------------ | ------------ |
| 1. | «Heartbeat City» (с англ. — «Город Серцебиения») | 4:31         |

### Англия 7" Сингл
| №  | Название                                              | Длительность |
| -- | ----------------------------------------------------- | ------------ |
| 1. | «I’m Not the One» (с англ. — «Я Не Тот Единственный») | 4:07         |

| №  | Название                                                 | Длительность |
| -- | -------------------------------------------------------- | ------------ |
| 1. | «Since You’re Gone» (с англ. — «С Тех Пор, как Ты Ушла») | 3:31         |

### Англия 12" Сингл
| №  | Название                                              | Длительность |
| -- | ----------------------------------------------------- | ------------ |
| 1. | «I’m Not the One» (с англ. — «Я Не Тот Единственный») | 4:07         |

| №  | Название                                                 | Длительность |
| -- | -------------------------------------------------------- | ------------ |
| 1. | «Since You’re Gone» (с англ. — «С Тех Пор, как Ты Ушла») | 3:31         |
| 2. | «Shake It Up» (с англ. — «Встряхнись»)                   | 3:32         |

## Участники записи
- Рик Окасек — ритм-гитара, вокал
- Бен Орр — бас-гитара, бэк-вокал
- Эллиот Истон — соло-гитара, бэк-вокал
- Грег Хоукс — клавишные, бэк-вокал, Fairlight CMI программирование (Heartbeat City)
- Дэвид Робинсон — ударные, Fairlight CMI программирование (Heartbeat City)

## Чарты
| Чарт (1986)                        | Наивысшая позиция |
| ---------------------------------- | ----------------- |
| Австралия (Kent Music Report)      | 75                |
| Канада (RPM Top Singles)           | 82                |
| США (Billboard Hot 100)            | 32                |
| США (Billboard Adult Contemporary) | 24                |
| США (Billboard Mainstream Rock)    | 29                |
| США (Cash Box Top 100 Singles)     | 34                |